# ورزنه (قم)
ورزنه، روستایی است از توابع بخش خلجستان در استان قم ایران.

## جمعیت
این روستا در بخش خلجستان قرار دارد و براساس سرشماری مرکز آمار ایران در سال ۱۳۸۵، جمعیت آن ۱۵۸ نفر (۴۶خانوار) بوده‌است.